# Huzur daftar
Huzur daftar (sekretariat) - ministerstwo peśwy w Imperium marackim. Składało się z szeregu biur i departamentów
, z których najważniejszymi były El Beriz Daftar i Chalte Daftar. Zakresem funkcji odpowiadał prezydium rządu. Jego siedzibą była Puna.